# Ana Aslan
Ana Aslan (Brăila, 1º gennaio 1897 – Bucarest, 20 maggio 1988) è stata una biologa e medico romena, che scoprì l'effetto anti età della procaina, alla base del farmaco Gerovital H3 e Aslavital, che sviluppò negli anni '40 del XX secolo. È considerata una pioniera della gerontologia e geriatria in Romania. Nel 1952, fondò l'Istituto geriatrico di Bucarest. Il primo al mondo e riconosciuto dal World Health Organization.

## Biografia
Ana Aslan fu la più giovane di quattro figli, due fratelli e due sorelle, nate da Margarit e Sofia Aslan. Aslan fu precoce nell'apprendimento, leggendo e scrivendo già a quattro anni di età. All'età di 13 anni, il padre morì, e la famiglia andò a Bucarest. Qui iniziò gli studi. Si diplomò nel 1915. La prematura scomparsa del padre determinò in lei il desiderio di studiare fisiatria. Per una donna dell'epoca gli studi di Medicina erano considerati non desiderabili, Aslan decise la sua strada e frequentò la facoltà di Medicina dal 1915 al 1922. La madre non accettò inizialmente questo e la Aslan entrò in sciopero della fame per farlo accettare. Servì come infermiera durante la prima guerra mondiale.

## Ricerca
Dopo la laurea nel 1922, iniziò a lavorare con Daniel Danielopolu che supervisionò la tesi. Ottenne il M.D. in fisiologia cardiovascolare nel 1924. Si concentrò sull'invecchiamento. Mentre sperimentava la procaina su malati di artrite, Aslan scoprì gli altri effetti benefici. Da qui iniziò la creazione del farmaco chiamato successivamente Gerovital (H3). Con esitazione da parte di altri studio e ricercatori il farmaco divenne “fonte di giovinezza”, Aslan pubblicò dati su due anni di ricerche in cui 15.000 persone ricevettero Gerovital ed altri placebo. Il 40% che assunse il Gerovital ebbero meno casi di malattia e riduzione della mortalità dall'influenza, 2,7% contro il 13% con il placebo. Nel 1976, con la farmacista Elena Polovrăgeanu, inventarono il farmaco Aslavital, contro l'invecchiamento della pelle.

## Gerovital
Mentre sperimentava la procaina in pazienti affetti da artrite, Ana Aslan scoprì gli effetti benefici della droga, come il miglioramento dell'aspetto della pelle, dei capelli e dell'umore.
Gli effetti benefici furono riconosciuti. Ma il farmaco Gerovital fu bandito in USA dalla FDA come "unapproved new drug".

## Onorificenze

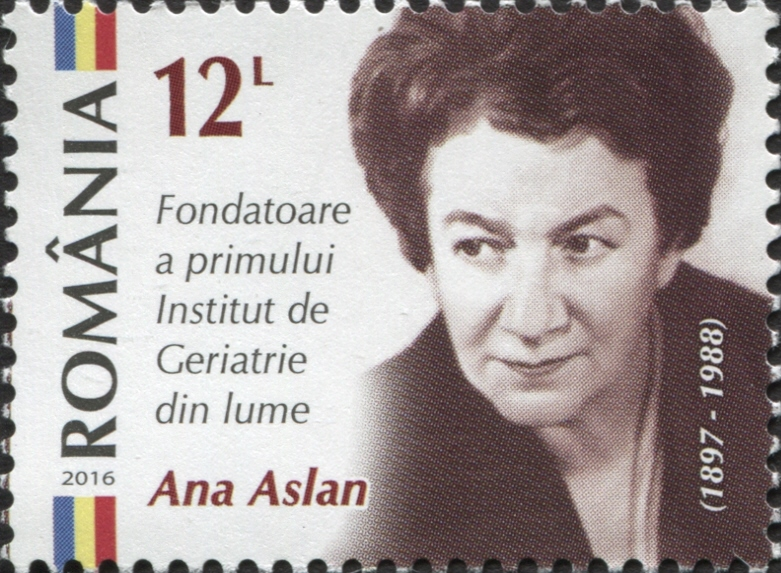
Francobollo del 2016

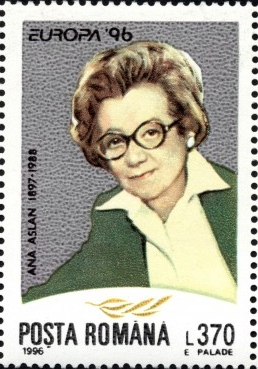
Francobollo del 1996

Ana Aslan ricevette diversi riconoscimenti internazionali per la sua opera:
- Ordine del Merito di Germania, Croce di I classe, 1971
- "Cavalier de la Nouvelle Europe", Italia, 1973
- "Les Palmes Academiques", Francia, 1974
- "Honorary Foreign Citizen and Honorary Professor of Sciences", Filippine, 1978
- "Member Honoris Causa" della Bohemo-Slovakian Society of Gerontology, 1981
- "Leon Bernard" Prize, 1982

## Cosmetici
Ana Aslan brevettò due cosmetici (lozione per capelli e crema Gerovital H3), e prodotti dalla Farmec di Cluj Napoca e dalla Miraj. Le due società nel tempo eliminarono la molecola della Aslan originale.

## Eredità
Ana Aslan fu considerata pioniere della medicina sociale. L'istituto che fondò e diresse fu il primo del suo genere nel mondo.